# 中室田町
中室田町（なかむろだまち）は、群馬県高崎市の地名。旧榛名町時代は、住所で群馬郡榛名町大字中室田の大字の次にくる地名。郵便番号は370-3347。面積は12.24km2(2012年現在)

## 地理
烏川中流左岸と同川支流滑川流域に位置している。

### 河川
- 烏川

### 山岳
- 天狗山
- 種山

## 歴史
江戸時代頃からある地名である。はじめ高崎藩領で、元和元年に安中藩領、正保2年に安中藩と旗本本田氏の相給、寛文7年に三河中島藩と旗本本田氏の相給、寛延元年に上里見藩領、明和4年幕府領、文化9年に幕府領と旗本蜷川氏の相給だった。

### 年表
- 1889年（明治22年）4月1日 町村制施行により、中室田村は榛名山村、上室田村、下室田村と合併し西群馬郡室田村が成立する。
- 1896年（明治29年）4月1日 西群馬郡が片岡郡と合併して群馬郡となる。
- 1905年（明治38年）4月1日 町制を施行し、室田町となる。そのため群馬郡室田町大字中室田となる
- 1955年（昭和30年）2月1日 室田町は碓氷郡里見村と合併し群馬郡榛名町となる。そのため群馬郡榛名町大字中室田となる。
- 2006年（平成18年）10月1日 榛名町が高崎市に編入する。そのため高崎市中室田町となる。

### 地名の由来
渓谷が多く田畑集落が散在する地形から「諸田」と呼ばれ、のちに「室田」になった説や、榛名神社神領地としてのカムロギダからの転訛と考える平安時代弘仁年間からの伝承がある。

## 世帯数と人口
2017年（平成29年）8月31日現在の世帯数と人口は以下の通りである。
| 町丁     | 世帯数  | 人口    |
| -------- | ------- | ------- |
| 中室田町 | 903世帯 | 1,823人 |

## 小・中学校の学区
市立小・中学校に通う場合、学区は以下の通りとなる。
| 番地・地区             | 小学校                                    | 中学校             |
| ---------------------- | ----------------------------------------- | ------------------ |
| 江戸村 藤田 その他周辺 | 高崎市立中室田小学校                      | 高崎市立榛名中学校 |
| その他                 | 高崎市立下室田小学校 高崎市立上室田小学校 | 高崎市立榛名中学校 |

## 交通

### 鉄道
当町に鉄道駅はない。

### バス
高崎市 ぐるりんバス 群馬バス

### 道路
国道は国道406号が通っている。県道は群馬県道211号安中榛名湖線が通っている。

## 施設
- 高崎市立中室田小学校
- 榛名荘病院
- 金毘羅神社